# Onitis granulisetosus
Onitis granulisetosus är en skalbaggsart som beskrevs av Ferreira 1976. Onitis granulisetosus ingår i släktet Onitis och familjen bladhorningar. Inga underarter finns listade i Catalogue of Life.